# Gvidonas Markevičius
Gvidonas Markevičius (* 22. November 1969 in Šakiai) ist ein litauischer Basketballtrainer und ehemaliger -spieler.

## Werdegang
Von 1986 bis 1990 spielte Markevičius Basketball bei Žalgiris Kaunas. Er war sowjetischer Juniorennationalspieler, nahm an der Kadetten-Europameisterschaft 1985 und der Junioren-Europameisterschaft 1988 teil. Spätere Vereinsstationen in seinem Heimatland waren Zielionos Guros „Zastal“ (1994/95) und Kauno Atletas (1995/96). Bei der Europameisterschaft 1995 gewann er mit der litauischen Nationalmannschaft die Silbermedaille. Im Endspiel, das gegen Jugoslawien verloren wurde, stand Markevičius drei Minuten auf dem Feld und blieb punktlos.
In der Saison 1996/97 stand der 1,89 Meter große Aufbauspieler bei Inter Slovnaft ZTS Bratislava in Slowakei unter Vertrag. 1997/98 spielte er bei Alita Savy in Litauen, 1998/99 dann bei TuS Iserlohn in Deutschland. 1999 wechselte er zur BG RE Schwelm. Mit der Mannschaft spielte er ab der Saison 2000/01 unter dem Namen Schwelmer Baskets in der 2. Basketball-Bundesliga. In der Saison 2003/04 wurde er mit Schwelm Meister der 2. Bundesliga Nord, Markevičius erzielte in der Meistersaison 8,6 Punkte je Begegnung und war mit 4,8 Korbvorlagen pro Spiel bester Passgeber der Schwelmer Mannschaft. Er machte den Aufstieg in die Basketball-Bundesliga mit, kam im Laufe der Saison 2004/05 in der höchsten deutschen Spielklasse aber wenig zum Zuge (10 Bundesliga-Einsätze: 1,8 Punkte und 1,6 Korbvorlagen/Spiel). Er schloss die Bundesliga-Saison mit Schwelm als Tabellenletzter ab. Nach dem Bundesliga-Abstieg war Markevičius in der 2. Bundesliga Spielertrainer Schwelms. Er war bis 2007 als Trainer in Schwelm tätig.
2009 wurde Markevičius Assistenztrainer von Žalgiris Kaunas, arbeitete dort zunächst unter Cheftrainer Gintaras Krapikas und nach dessen Ablösung unter Ramūnas Butautas. Im Februar 2010 trennte sich Kaunas auch von Butautas, gemeinsam mit Darius Maskoliunas wurde Markevičius übergangsweise die Mannschaftsleitung übertragen. Im Dezember 2010 wurde Markevičius Cheftrainer von Rasai Raseiniai. Von 2011 bis 2013 war er an der Basketballschule Šarūno Marčiuliono krepšinio akademija tätig. Im Sommer 2013 übernahm er das Traineramt bei Molėtų „Ežerūnas-karys“. Im Oktober 2014 wurde er Trainer der Damen von Rokiškio „Rokiškis“.

## Erfolge
- Vizeeuropameister 1995

## Familie
Markevičius ist verheiratet. Mit Frau Birutė hat er die Söhne Edgaras und Lukas.